# Brunettia exulans
Brunettia exulans és una espècie d'insecte dípter pertanyent a la família dels psicòdids que es troba a Àsia: les illes Filipines.